# 城市委员会制政府
城市委員會制政府是美國地方政府的一種形式，在城市委員會政府中，選民以多數票通過選舉產生一個委員會，通常由五至七名委員組成。
這些委員組成城市的立法機構，並負責整體稅收、撥款、法令和其他一般職能，還向個別委員分配了公共建設、公共安全、政府財政或金融業務等特定市政事務的行政職責，因此這種形式的政府在同一機構中融合了立法和行政機構的職能；且委員會可以指定一名委員擔任委員會主席（Chairman）或市長（Mayor），但這在很大程度上是一榮譽或禮儀性的程序任命，通常不涉及其他委員的權力行使，主要是主持會議的角色，這樣的“市長”在許多方面類似於市長議會制中的“弱市長”形式，但其非直接選舉產生的職位，然而有些使用這種制度的城市也有執行市長直選，例如俄勒岡州的波特蘭市。

## 歷史
這種形式的政府起源於德克薩斯州的加爾維斯頓，主要是因為加爾維斯頓颶風造成該地區需要額外的支助，且在測試及確認其合乎美國憲法之後，這種形式的政府很快在德克薩斯州開始流行，並傳播到美國其他地區，其中以愛荷華州狄蒙因市為德克薩斯州以外第一個採用這種形式的城市。
然而作為一種政府形式，城市委員會制政府曾經很普遍，但是由於曾經使用過的許多城市轉變為議會經理制政府，因此現今很大程度上已經被取代消失。議會經理制的支持者通常認為：城市委員制是議會經理制的前身，而不是替代形式；議會經理制政府至少部分是從對城市委員會制的某些局限性之解決發展而來的，以議會經理制的形式來說，當選的議會行使城市的立法權，並任命一名擁有行政權的城市經理（City Manager）；因此以委託形式將原先分配給委員的行政權力集中在城市經理身上，然後城市經理將職責委派給部門負責人和其他政府員工。在議會經理制成為漸進式改革的首選替代方法後，許多使用城市委員會制的城市切換為議會經理制，因此在第一次世界大戰後採用城市委員會制的城市已經成為了極少數，例如加爾維斯頓本身已於1960年改制為議會-經理的形式。然而波特蘭市為俄勒岡州及美國人口最多的30個城市中唯一擁立城市委員會制的城市，並在2007年5月的“維持以城市委員會制或改變為議會經理制政府”之公投中，以76％比24％否決了改制的提案。